# هيديتاكا كانازونو
هيديتاكا كانازونو (باليابانية: 金園 英学) (1 سبتمبر 1988 في أوساكا في اليابان – )؛ هو لاعب كرة قدم ياباني سابق كان يلعب كمهاجم.

## وصلات خارجية
- هيديتاكا كانازونو على موقع رابطة كرة القدم اليابانية للمحترفين (اليابانية)
- هيديتاكا كانازونو على موقع قاعدة بيانات كرة القدم.إي يو (الإنجليزية)
- هيديتاكا كانازونو على موقع Soccerway.com (الإنجليزية)
- هيديتاكا كانازونو على موقع عالم كرة القدم.نت (الإنجليزية)
- هيديتاكا كانازونو على موقع كووورة